# Волны Рэлея
Во́лны Рэле́я — поверхностные акустические волны. Названы в честь Рэлея, теоретически предсказавшего их в 1885 году.

## Описание
Волны Рэлея распространяются вблизи поверхности твердого тела. Фазовая скорость таких волн направлена параллельно поверхности. Частицы среды в такой волне совершают эллиптическое движение в сагиттальной плоскости (в которой лежат вектор скорости и нормали к поверхности). Амплитуды колебаний затухают при удалении от поверхности по экспоненциальным законам и энергия волны сосредоточена в области на расстоянии порядка длины волны от поверхности.

## Волна Рэлея в изотропном теле
Уравнение движения бесконечно малого объёма однородной, изотропной и идеально упругой среды с плотностью ρ можно записать в виде:
| {\displaystyle \rho {\frac {\partial ^{2}{\textbf {U}}}{\partial t^{2}}}=\mu \Delta {\textbf {U}}+(\lambda +\mu )\,{\textrm {grad}}\,{\textrm {div}}{\textbf {U}},} | (1) |

где U — смещение бесконечного малого объёма относительно равновесного положения, λ и μ — упругие постоянные, Δ — оператор Лапласа. Для данного волнового уравнения решения ищутся в виде суперпозиции поперечных и продольных смещений U=Ut+Ul, где Ul=grad φ и Ut=rot ψ. φ и ψ — скалярный и векторный потенциалы. Уравнение (1) для новых неизвестных представляет собой волновые уравнения для независимых компонент смещений:
| {\displaystyle \rho {\frac {\partial ^{2}{\textbf {U}}_{l}}{\partial t^{2}}}-(\lambda +2\mu )\Delta {\textbf {U}}_{l}=0,} | (2.1) |

| {\displaystyle \rho {\frac {\partial ^{2}{\textbf {U}}_{t}}{\partial t^{2}}}-\mu \Delta {\textbf {U}}_{t}=0.} | (2.2) |

Если волна распространяется по оси x, то можно рассмотреть для изотропного случая только колебания в плоскости (x, z). Принимая во внимание независимость компонент от y для плоской гармонической волны, волновые уравнения для потенциалов примут вид:
| {\displaystyle {\frac {\partial ^{2}\phi }{\partial x^{2}}}+{\frac {\partial ^{2}\phi }{\partial z^{2}}}-k_{l}^{2}{\frac {\partial ^{2}\phi }{\partial t^{2}}}=0,} | (3.1) |

| {\displaystyle {\frac {\partial ^{2}\psi }{\partial x^{2}}}+{\frac {\partial ^{2}\psi }{\partial z^{2}}}-k_{t}^{2}{\frac {\partial ^{2}\psi }{\partial t^{2}}}=0,} | (3.2) |

где {\displaystyle k_{l}=\omega {\sqrt {\rho /(\lambda +2\mu )}},} {\displaystyle k_{t}=\omega {\sqrt {\rho /\mu }},} — волновые числа для продольных и поперечных волн. Решения этих уравнений, если взять только затухающие решения представляются в виде плоских волн:
| {\displaystyle \phi =A{\textrm {exp}}[-qz+i(kx-\omega t)],} | (4.1) |

| {\displaystyle \psi =B{\textrm {exp}}[-sz+i(kx-\omega t)],} | (4.2) |

где {\displaystyle q^{2}=k^{2}-k_{l}^{2}}; {\displaystyle s^{2}=k^{2}-k_{t}^{2}}; {\displaystyle k^{2}>k_{t}^{2}>k_{l}^{2}}; A и B — произвольные постоянные. Эти решения представляют собой общее решение волнового уравнения для затухающей волны, а для нахождения частного решения нужно задать граничные условия на поверхности среды.
Компоненты смещения представляются в виде:
| {\displaystyle U_{x}={\frac {\partial \phi }{\partial x}}-{\frac {\partial \psi }{\partial z}},} | (5.1) |

| {\displaystyle U_{z}={\frac {\partial \phi }{\partial z}}+{\frac {\partial \psi }{\partial x}}.} | (5.1) |

В случае свободной границы значение компонентов тензора напряжений принимают нулевые значение:
| {\displaystyle T_{zz}=\lambda \left({\frac {\partial ^{2}\phi }{\partial x^{2}}}+{\frac {\partial ^{2}\phi }{\partial z^{2}}}\right)+2\mu \left({\frac {\partial ^{2}\phi }{\partial z^{2}}}-{\frac {\partial ^{2}\psi }{\partial x\partial z}}\right)=0,} | (6.1) |

| {\displaystyle T_{xz}=\mu \left(2{\frac {\partial ^{2}\phi }{\partial x\partial z}}+{\frac {\partial ^{2}\psi }{\partial x^{2}}}-{\frac {\partial ^{2}\psi }{\partial z^{2}}}\right)=0.} | (6.2) |

После подставления решений (4) получится однородная система линейных уравнений относительно амплитуд A и B, которая имеет нетривиальное решение только если детерминант системы равен нулю (уравнение Рэлея), а именно:
| {\displaystyle \eta ^{6}-8\eta ^{4}+8(3-2\xi ^{2})\eta ^{2}-16(1-\xi ^{2})=0,} | (6) |

где {\displaystyle \eta =k_{t}/k}, {\displaystyle \xi =k_{l}/k_{t}}.
Это уравнение имеет единственный корень, относящийся к рэлеевской волне, который зависит только от коэффициента Пуассона ν:
| {\displaystyle \eta _{R}={\frac {0,87+1,12\nu }{1+\nu }}.} | (7) |

Отсюда находятся компоненты смещений для рэлеевской волны:
| {\displaystyle U_{x}=Ak_{R}\left({\textrm {exp}}(-q_{R}z)-{\frac {2q_{R}s_{R}}{k_{R}^{2}+s_{R}^{2}}}{\textrm {exp}}(-s_{R}z)\right){\textrm {exp}}\left[i\left(k_{R}x-\omega t-{\frac {\pi }{2}}\right)\right],} | (8.1) |

| {\displaystyle U_{z}=Aq_{R}\left({\textrm {exp}}(-q_{R}z)-{\frac {2k_{R}^{2}}{k_{R}^{2}+s_{R}^{2}}}{\textrm {exp}}(-s_{R}z)\right){\textrm {exp}}\left[i\left(k_{R}x-\omega t\right)\right].} | (8.2) |

## Практическое применение волн рэлеевского типа
Волны рэлеевского типа (псевдорэлеевские волны) успешно применяются в инженерной сейсморазведке для изучения упругих параметров пород и грунтов находящихся за обделкой тоннелей, железобетонными, бетонными плитами, каменной кладкой или дорожной одеждой. В случае увеличения скоростей с глубиной (как правило, при исследованиях с дневной поверхности) скорости поперечных волн в нижнем слое определяются по дисперсионным кривым псевдорэлеевских волн (см. рисунок). Этот способ широко используется практически и обоснован с точки зрения теории упругости.